# Elezioni generali nel Regno Unito del 1852
Le elezioni generali nel Regno Unito del 1852 si svolsero dal 7 al 31 luglio e costituirono una linea di demarcazione nella formazione dei partiti politici moderni nel Regno Unito. A seguito di queste elezioni, i Tory/Conservatori divennero, in maniera strutturale, il partito dell'aristocrazia rurale, mentre i Whig e il Partito Liberale, divennero i partiti dell'emergente borghesia urbana. I risultati delle elezioni del 1852 furono estremamente vicini in termini di numero di seggi conquistati dai due principali partiti.
Come nelle precedenti elezioni del 1847, John Russell guidò i Whig che ottennero il numero maggiore di voti popolari, ma i conservatori ottennero in realtà la maggioranza dei seggi. Tuttavia, le divisioni tra i Tories protezionisti, guidati da Edward Smith-Stanley, Lord Derby, ed i Peeliti, che sostenevano Lord Aberdeen, resero la formazione del governo difficoltosa. Il governo di minoranza e protezionista di Lord Derby governò dal 23 febbraio al 17 dicembre 1852. Derby nominò Benjamin Disraeli Cancelliere dello Scacchiere nel suo governo di minoranza; tuttavia, nel dicembre 1852, il governo di Derby crollò a causa dei problemi introdotti dalla legge finanziaria di Disraeli. Fu quindi costituito un governo di coalizione Peelita-Whig-Radicale guidato da Lord Aberdeen. Nonostante il tema principale che causò la caduta del governo Derby fosse la finanziaria, il problema reale fu l'abrogazione delle Corn Laws, che il Parlamento aveva approvato nel giugno 1846.

## Risultati
| Liste | Liste        | Voti    | %      | Variazione % | Seggi | Variazione seggi |
| ----- | ------------ | ------- | ------ | ------------ | ----- | ---------------- |
|       | Conservatore | 311.481 | 41,87% | 0,8%         | 330   | 5                |
|       | Whigs        | 430.882 | 57,92% | 4,1%         | 324   | 32               |

|              |              |  |        |        |
| ------------ | ------------ |  | ------ | ------ |
| Whig         | Whig         |  | 57,92% | 57,92% |
| Conservatori | Conservatori |  | 41,87% | 41,87% |
| Altri        | Altri        |  | 0,21%  | 0,21%  |

|              |              |  |        |        |
| ------------ | ------------ |  | ------ | ------ |
| Conservatori | Conservatori |  | 50,46% | 50,46% |
| Whig         | Whig         |  | 49,54% | 49,54% |